# Emmi Knoche
Emmi Knoche (* 1. Mai 1881 in Mainz; † 3. März 1970 in Braunschweig) war eine deutsche Pianistin und Klavierlehrerin.

## Leben
Emmi Knoche wurde 1881 in Mainz als Tochter eines Oberstleutnants geboren. Sie wohnte ab 1895 in Braunschweig, der Heimatstadt ihrer Mutter, und besuchte die dortige Sophienschule und das Konservatorium Plock. Sie nahm bis 1909 Klavierunterricht bei Conrad Ansorge in Berlin. Sie trat in Braunschweig und weiteren deutschen Großstädten als Solistin in zahlreichen Konzerten auf und zählte bald zu den besten norddeutschen Pianistinnen, wobei sie als Beethoven-Interpretin hervortrat. Knoche absolvierte 166 Konzerte mit dem Cellisten August Bieler und trat gemeinsam mit dem Opernsänger Christian Wahle auf. Daneben wirkte sie in Orchesterkonzerten mit. Sie trat während des Ersten Weltkriegs auch in Fronttheatern auf.
Nach 1918 war sie als Klavierlehrerin in Braunschweig tätig und bildete rund 350 Schüler aus. An der 1939 gegründeten Staatsmusikschule Braunschweig unterrichtete sie sechs Jahre lang.
Emmi Knoche wohnte in Braunschweig in der Gerstäckerstraße 3. Sie starb am 3. März 1970.